# Kbel (district de Kolín)
Pour les articles homonymes, voir Kbel.
Kbel (en allemand : Kbel) est une commune du district de Kolín, dans la région de Bohême-Centrale, en République tchèque. Sa population s'élevait à 215 habitants en 2020.

## Géographie
Kbel se trouve à 7 km au sud-ouest du centre de Kolín, à 10 km à l'ouest-nord-ouest de Kutná Hora et à 52 km à l'est-sud-est de Prague.
La commune est limitée par Radovesnice I et Kolín au nord, par Pašinka à l'est, par Ratboř et Kořenice au sud, et par Lošany à l'ouest.

## Histoire
La première mention écrite de la localité date de 1295.

## Administration
La commune se compose de deux quartiers :
- Kbel
- Kbílek